# Eumorpha clotho
Eumorpha clotho är en fjärilsart som beskrevs av Fabricius 1775. Eumorpha clotho ingår i släktet Eumorpha och familjen svärmare. Inga underarter finns listade i Catalogue of Life.